# Otocinclus hasemani
Otocinclus hasemani är en fiskart som beskrevs av Steindachner, 1915. Otocinclus hasemani ingår i släktet Otocinclus och familjen Loricariidae. Inga underarter finns listade i Catalogue of Life.